# Dysferlinopathie
La dysferlinopathie est une myopathie causée par la mutation du gène DYSF. Les manifestations de cette mutation comprennent deux phénotypes : La myopathie de Miyoshi et la dystrophie musculaire des ceintures de type LGMD R2 (anciennement 2B).
- La myopathie de Miyoshi se manifeste par une faiblesse et une atrophie des muscles distaux chez un adulte jeune. Cette myopathie atteint surtout les muscles de la jambe et spécialement le muscle gastrocnémien de la jambe et le muscle soléaire. Après plus d'un an, la maladie progresse vers la cuisse et les muscles fessiers. L'atteinte de l'avant-bras se manifeste par une diminution de la force du poignet mais les petits muscles de la main sont épargnés.
- La dystrophie musculaire des ceintures de type R2 se manifeste par une faiblesse et une atrophie des muscles du pelvis et des épaules qui progresse lentement au cours de la vie.

La créatine phospho kinase est franchement élevée et, à la biopsie musculaire, il existe des signes nets de déficit en dysferline.

## Sources
- (en) Masashi Aoki, Dysferlinopathy In GeneTests: Medical Genetics Information Resource (database online). Copyright, University of Washington, Seattle. 1993-2005